# Stardust (2007)
Stardust is een Brits-Amerikaanse fantasyfilm uit 2007, geregisseerd door Matthew Vaughn. Het verhaal werd gebaseerd op het gelijknamige, met illustraties van Charles Vess gedecoreerde, boek van Neil Gaiman en uitgegeven door DC/Vertigo. Hoofdrollen worden vertolkt door Charlie Cox, Ben Barnes, Michelle Pfeiffer, Claire Danes, Sienna Miller, Mark Strong, Rupert Everett, Ricky Gervais, David Walliams, Nathaniel Parker, en Peter O'Toole.
Stardust werd bekroond met vier filmprijzen, waaronder een Hugo Award en een Empire Award.

## Verhaal
De film draait om een jongeman genaamd Tristan (Charlie Cox), die in het Britse dorpje Wall woont. Hij is voortgekomen uit een verboden avontuurtje tussen de mens Dunstan (Ben Barnes) en de slavin Una (Kate Magowan), afkomstig uit het magische rijk Stormhold. Stormhold en Wall zijn van elkaar gescheiden door een stenen muur die niemand mag passeren. Tristan is verliefd op Victoria (Sienna Miller), die de arbeiderszoon amper ziet staan en vooral uit is op status en rijkdom.
De koning van Stormhold (Peter O'Toole) ligt op sterven. Traditioneel moeten alle zonen van de huidige koning proberen elkaar te vermoorden zodat er maar 1 mannelijke erfgenaam overblijft, maar dat is hen niet gelukt. Daarom geeft hij hen een alternatieve opdracht; hij ontkleurt de rode robijn aan zijn ketting en laat de ketting wegvliegen en stelt dat de eerste die de ketting terugbrengt de troon zal erven. Daarbij kan alleen iemand van koninklijk bloed de robijn zijn kleur teruggeven. De ketting raakt echter een ster, die vervolgens op de aarde in Stormhold neervalt. Tristan en Victoria zien dit en Tristan belooft Victoria de vallende ster, om zo zijn liefde voor haar te tonen. Zij zegt hem toe met hem te trouwen als hij deze binnen een week bij haar brengt.
Tristans vader vertelt hem waar hij vandaan komt en toont Tristan een aan hem gerichte brief van zijn moeder, met daarin een Babylonische kaars. Met deze kaars kan hij zijn moeder vinden. Hij hoeft de kaars alleen aan te steken en aan zijn moeder te denken. Wanneer hij dit doet, denkt hij alleen niet aan zijn moeder, maar aan de vallende ster en Victoria. Hierdoor belandt hij bij de vallende ster, die de vorm blijkt te hebben van het meisje Yvaine (Claire Danes). Eerst denkt hij dat de vrouw waar hij tegenaan gevallen is zijn moeder is, maar beseft dan dat ze de vallende ster is. Ze heeft de ketting van de koning om haar hals. Tristan wil haar meenemen naar Victoria maar de weg daarnaartoe is vol hindernissen. Tijdens hun reis worden ze verliefd op elkaar.
Primus en Septimus, de laatste twee zonen van de koning, trekken er allebei op uit om Yvaine te vinden daar zij de ketting nu in haar bezit heeft. En zij zijn niet de enigen die Yvaine zoeken; een heks genaamd Lamia (Michelle Pfeiffer) maakt ook jacht op Yvaine omdat zij en haar zusters het hart van een ster nodig hebben om weer jong te worden. Ze krijgt Yvaine bijna te pakken in een door haar getoverde herberg, maar dankzij de onverwachte tussenkomst van Primus en met behulp van de Babylonische kaars kunnen Yvaine en Tristan ontkomen. Ze belanden op een luchtschip geleid door kapitein Shakespeare. Lamia doodt Primus. Yvaine en Tristan naderen de muur, maar daar beseft Tristan dat Yvaine Stormhold niet kan verlaten; als ze de muur passeert zal ze sterven.
Lamia slaagt erin zowel Yvaine als Una gevangen te nemen en neemt ze mee naar haar kasteel. Septimus en Tristan besluiten samen te werken om de heksen te verslaan en zo Yvaine en de ketting uit hun handen te houden. Lamia’s zussen komen in de confrontatie om, maar Lamia doodt Septimus met een voodoopop, waardoor nu een troonopvolger uitgesloten lijkt. Dan blijkt slavin Una de lang geleden ontvoerde zus van de prinsen te zijn. Dit maakt dat er in de vorm van Tristan toch nog een overlevende in de koninklijke bloedlijn is, die de troon kan bestijgen. Hij bewijst dit door de robijn aan de ketting zijn kleur terug te geven. Tristan wordt herenigd met Yvaine waarna zij Lamia doodt met haar sterrenlicht.
Als laatste mannelijke erfgenaam wordt Tristan koning van Stormhold. Hij en Yvaine regeren 80 jaar waarna ze samen terugkeren naar Yvaine’s huis in de hemel.

## Rolverdeling
| Acteur            | Personage            |
| ----------------- | -------------------- |
| Charlie Cox       | Tristan              |
| Claire Danes      | Yvaine               |
| Michelle Pfeiffer | Lamia                |
| Robert De Niro    | Kapitein Shakespeare |
| Mark Strong       | Prins Septimus       |
| Ricky Gervais     | Ferdy                |
| Sienna Miller     | Victoria             |
| Kate Magowan      | slavin/prinses Una   |
| Henry Cavill      | Humphrey             |
| Peter O'Toole     | Koning               |
| Sarah Alexander   | Empusa               |
| Jason Flemyng     | Primus               |
| Rupert Everett    | Secundus             |

## Achtergrond

### Productie
In 1998 toonde Miramax al interesse in een verfilming van de fantasyroman Stardust van Neil Gaiman. De productie kwam echter niet van de grond en uiteindelijk verliepen de filmrechten die Miramax had op het boek. Hierop begon Gaiman met regisseurs Terry Gilliam en Matthew Vaughn te onderhandelen over een verfilming. Gilliam trok zich terug vanwege zijn werk aan de film The Brothers Grimm. Ook Vaugh trok zich aanvankelijk terug om Layer Cake te regisseren, maar ging weer om tafel zitten met Gaiman nadat hij de regie voor X-Men: The Last Stand afwees. In januari 2005 verkreeg Vaughn de filmrechten op Stardust. In oktober 2005 werd de deal met Paramount Pictures gesloten voor de productie en distributie van de film. Vaughn kreeg een budget van 70 miljoen dollar.
Het scenario werd geschreven door Vaughn en Jane Goldman. Vaughn omschreef zijn idee voor de film als “Princess Bride met elementen van Midnight Run”. Een van de lastigste punten bij het schrijven van het scenario was de duistere ondertoon van het verhaal. De roman was een sprookje voor volwassenen met veel elementen van seks en geweld. Vaughn koos voor een meer humoristische aanpak, waar Gaiman zijn goedkeuring aan gaf.
In maart 2006 werden Robert De Niro, Michelle Pfeiffer, Claire Danes, Charlie Cox, en Sienna Miller geselecteerd voor de film. Vaughn koos zelf Danes, Cox en Pfeiffer. Voor de rol van kapitein Shakespeare overwoog hij ook Jack Nicholson en Stephen Fry voordat zijn keuze viel op De Niro. Sarah Michelle Gellar kreeg de rol van Yvaine aangeboden maar wees dit af om meer tijd door te brengen met haar echtgenoot, Freddie Prinze, Jr.. Voor de rol van Quintus werd komiek Noel Fielding benaderd, maar die moest zich vanwege gezondheidsredenen terugtrekken. Adam Buxton nam zijn rol over.
De productie begon in april 2006 in IJsland en het Verenigd Koninkrijk. De binnenopnames vonden plaats in de Pinewood Studios in Londen. Opnames op locatie vonden plaats in Wester Ross in de Schotse Hooglanden, op het eiland Skye, het dorp Little Gaddesden en Elm Hill in Norwich.

### Muziek
- De Britse popgroep Take That schreef, na het zien van een voorpremière, een lied voor de film getiteld "Rule the World", met Gary Barlow als zanger. Het lied is te horen tijdens de aftiteling en werd op 22 oktober 2007 als single uitgebracht.
- Decca Records bracht een muziekalbum van de film uit op 11 september 2007. "Rule the World" staat echter niet op dit album.
- Dimmu Borgir's lied "Eradication Instincts Defined" is te horen in zowel de Amerikaanse als Britse trailer van de film.

### Uitgave en ontvangst
Stardust ging op 10 augustus 2007 in première in de Verenigde Staten, in 2540 bioscopen. Het eerste weekend bracht de film daar $9.169.779 op. In totaal bracht de film wereldwijd $135.553.760 op.
Op Metacritic gaf 66% van de recensenten de film een goede beoordeling, en op Rotten Tomatoes 76%. Filmcriticus David Germain van Associated Press noemde Stardust de op zes na beste film van 2007. Roger Ebert omschreef de film als vermakelijk, maar bekritiseerde wel de mate waarin het verhaal vorderde. The Observer gaf de film juist een negatieve beoordeling.

## Prijzen en nominaties
In 2007 won Stardust een PFCS Award voor Overlooked Film of the Year
In 2008 won de film nog drie prijzen:
- De Hugo Award voor Best Dramatic Presentation - Long Form
- De GLAAD Media Award voor Outstanding Film - Wide Release
- De Empire Award voor beste fantasy/sciencefiction

Datzelfde jaar werd de film voor drie Saturn Awards genomineerd; beste kostuums, beste fantasyfilm en beste vrouwelijke bijrol (Michelle Pfeiffer)